# Kelmis
Kelmis (französisch La Calamine) ist eine Gemeinde der Ostkantone in der belgischen Provinz Lüttich mit 11.352 Einwohnern (Stand 1. Januar 2024). Kelmis ist die nördlichste der neun Gemeinden der Deutschsprachigen Gemeinschaft in Belgien. Die frühere deutsche Bezeichnung für Kelmis war Altenberg. Die Gemeinde gehört heute zur Euregio Maas-Rhein. Sie liegt direkt an der deutsch-belgischen Grenze wenige Kilometer südwestlich von Aachen und umfasst seit der Gemeindefusion im Jahr 1977 die Ortschaften Hergenrath, Kelmis und Neu-Moresnet.

## Geografie

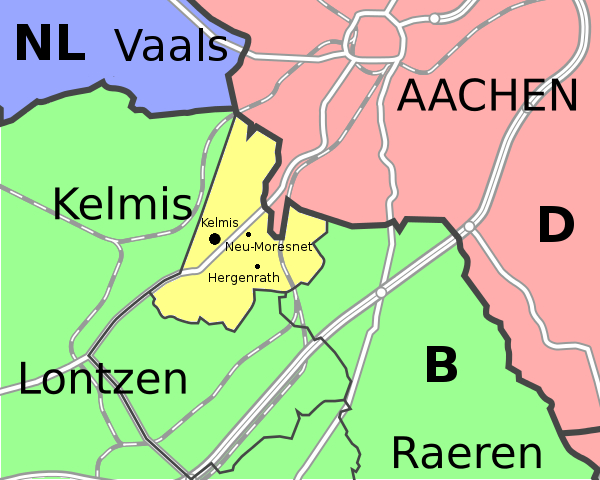
Lage der Gemeinde Kelmis (gelb) mit ihren Ortschaften

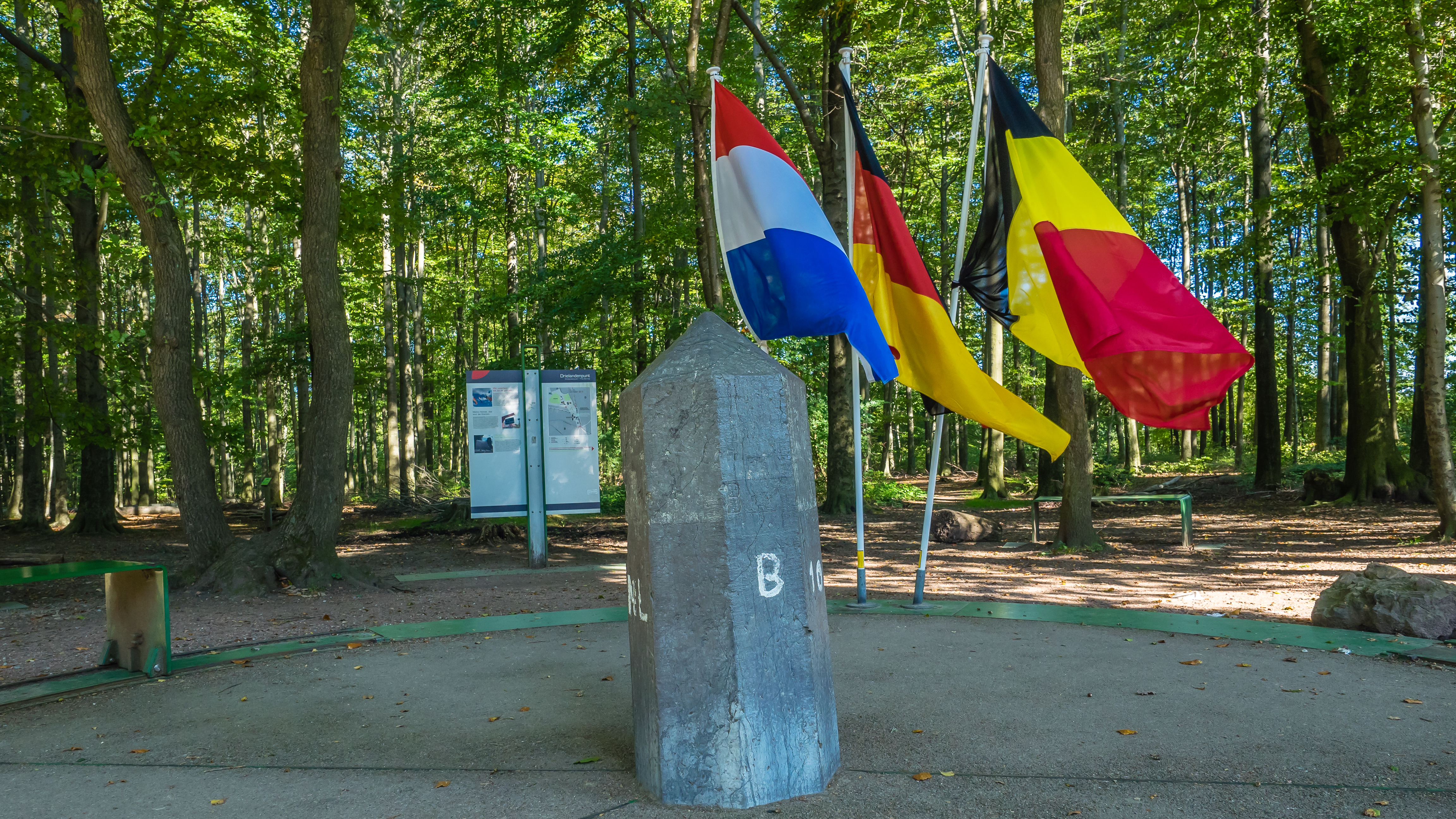
Dreiländereck Deutschland, Belgien und die Niederlande

Die Gemeinde Kelmis besteht aus den Orten Hergenrath, Kelmis (ehemals Altenberg oder Neutral-Moresnet) und Neu-Moresnet (ehemals Preußisch-Moresnet). Sie erstreckt sich am Dreiländereck Belgien–Niederlande–Deutschland im Tal der Göhl auf einer Fläche von rund 18,12 km². Die Gemeinde liegt in unmittelbarer Nachbarschaft zu Vaals (NL) im Norden, Aachen (D) im Nordosten, Raeren (B) im Südosten, Lontzen (B) im Süden und Plombières/Bleyberg (B) im Westen. Die nächstgelegenen Städte sind neben Aachen (8 km) Eupen (15 km) und Lüttich/Liège (40 km) in Belgien sowie Maastricht (40 km) in den Niederlanden.

## Gemeinde- und Bevölkerungsstruktur
Die Gemeinde Kelmis hatte zum 1. Januar 2024 als Gemeinde mit den zweitmeisten Einwohnern der Deutschsprachigen Gemeinschaft 11.352 Einwohner, darunter 5.512 Männer und 5.840 Frauen. 39,2 % von ihnen hatten nicht die belgische Staatsbürgerschaft.

## Verkehr
Flugzeug

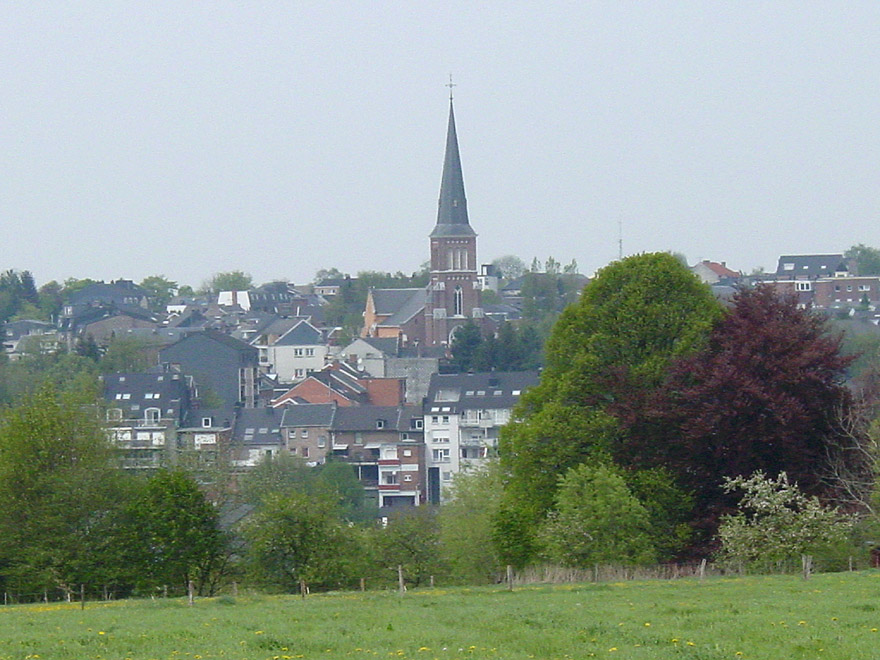
Blick auf Kelmis

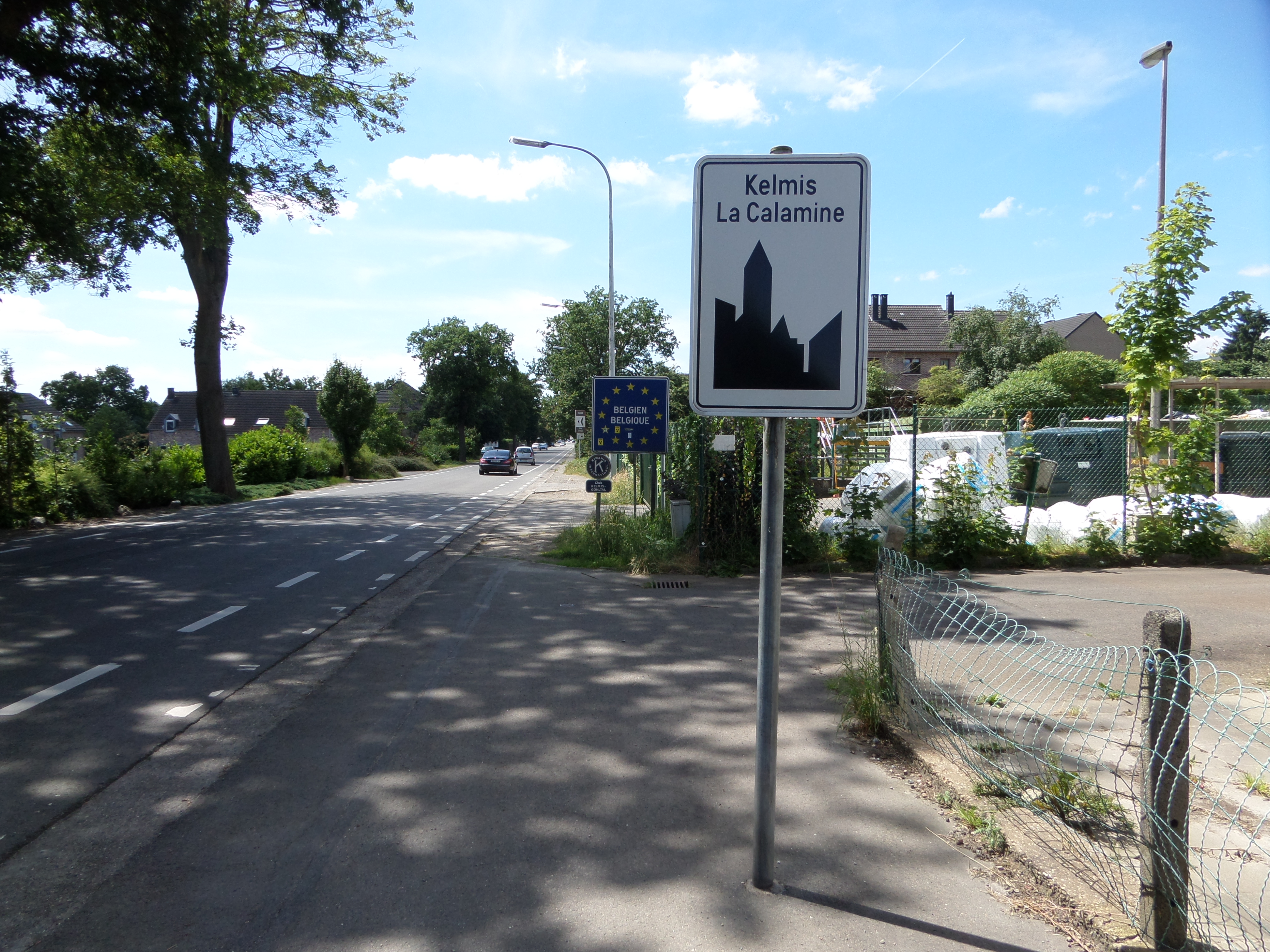
Zweisprachiges Ortsschild

- Maastricht Aachen Airport nahe der niederländischen Gemeinde Beek (ca. 45 km Entfernung)
- Flughafen Lüttich (ca. 50 km Entfernung)
- Düsseldorf und Köln/Bonn (jeweils ca. 100 km Entfernung)

Bahn
- Bahnhof Hergenrath an der Bahnstrecke Lüttich–Aachen, Haltepunkt des euregioAIXpress (direkte Verbindung mit Aachen und Lüttich)

| Linie | Verlauf | Takt   |
| ----- | --- | ------ |
| S 41  | Liège-Saint-Lambert – Liège-Guillemins – Pepinster – Verviers-Central – Welkenraedt – Hergenrath – Aachen Hbf | 60 min |

Bus
- Linie 717 der TEC, die Verviers und Kelmis verbindet.
- Linie 710 der TEC, die Welkenraedt und Kelmis verbindet.
- Linie 396 der TEC, die Eupen und Vaals miteinander verbindet (Haltestellen in Kelmis und Hergenrath)[3]
- Linie 24 des AVV (zu dem Kelmis seit 1979 tariflich zählt), die Kelmis mit Aachen verbindet
- Linie N7 des AVV, die Nachtverkehrslinie Aachen-Kelmis[4]

| Linie | Betreiber          | Verlauf |
| ----- | ------------------ | --- |
| 24    | ASEAG              | Kelmis (B) – Bildchen Grenze (D) – (Preuswald –) Franziskushospital – Jüdischer Friedhof – Schanz – Elisenbrunnen – Aachen Bushof                                                                                    |
| N7    | ASEAG              | Nachtexpress: nur in den Nächten vor Samstagen sowie Sonn- und Feiertagen (Aachen Bushof →) Elisenbrunnen – Karlsgraben – Schanz – Hanbruch – Kronenberg – Preusweg – (Preuswald →) Bildchen Grenze (D) – Kelmis (B) |
| 396   | TEC Liège-Verviers | Vaals Busstation – Gemmenich – Moresnet – Kelmis – Hergenrath – Astenet – Walhorn – Kettenis – Eupen |
| 710   | TEC Liège-Verviers | Eupen – Welkenraedt – Kelmis |
| 717   | TEC Liège-Verviers | Verviers – Henri-Chapelle – Welkenraedt – Kelmis |

## Geschichte

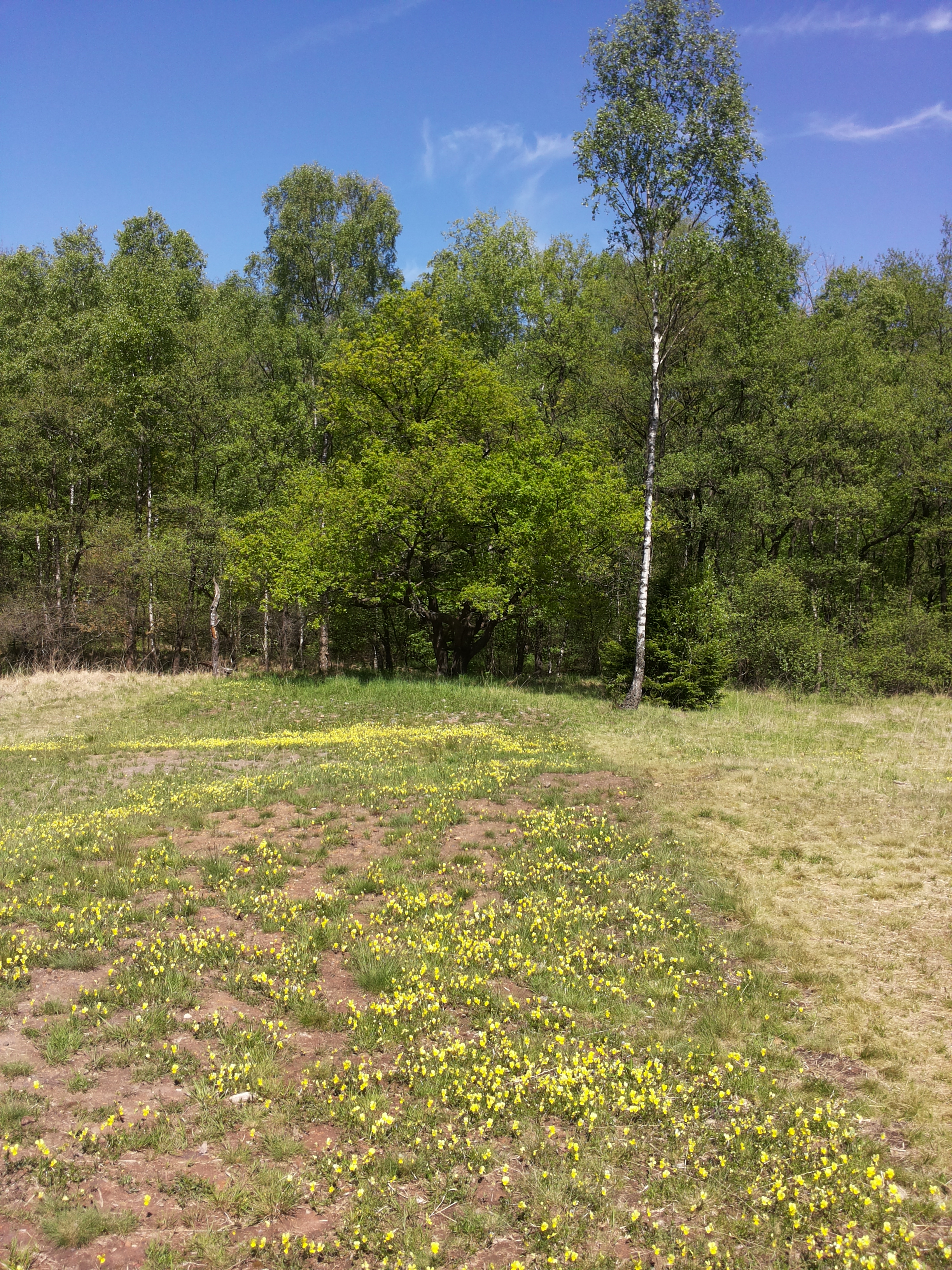
Galmeiveilchenwiese nah bei Kelmis

Die heutige Gemeinde Kelmis entstand am 1. Januar 1977 durch die Gemeindefusion aus den damaligen Gemeinden Neu-Moresnet, Hergenrath und Kelmis.

### Etymologie
Der Name der Gemeinde leitet sich von dem Erz Galmei (an dieser Lagerstätte überwiegend silikatisches Galmei, d. h. Kieselzinkerz) ab, das in dieser Gegend als Kelms oder Kelmes bekannt ist und das bereits im frühen Mittelalter dort abgebaut wurde.

## Kultur
Die Eyneburg in Hergenrath ist eines der bedeutendsten historischen Gebäude Ostbelgiens. Das 2018 eröffnete Museum Vieille Montagne im Direktionsgebäude Vieille-Montagne zeigt Exponate zur Entwicklung der Gemeinde Kelmis, ihren Galmeiabbau und der Betreibergesellschaft Vieille Montagne.

### Folklore
In Kelmis wird rheinischer Karneval gefeiert, wozu u. a. ein Rosenmontagszug und am Fettdonnerstag der Altweiberumzug der Auw Wiever zählen.

### Dialekt
Der Lokaldialekt, das Kelmiser Platt, gehört der Platdietsen Sprachgruppe an. Wie verschiedene andere Dialekte im Kanton Eupen gehört er zur Übergangszone zwischen der Niederfränkischen und der Ripuarischen Sprachgruppe und damit zum Limburgischen Sprachraum.

## Wirtschaft

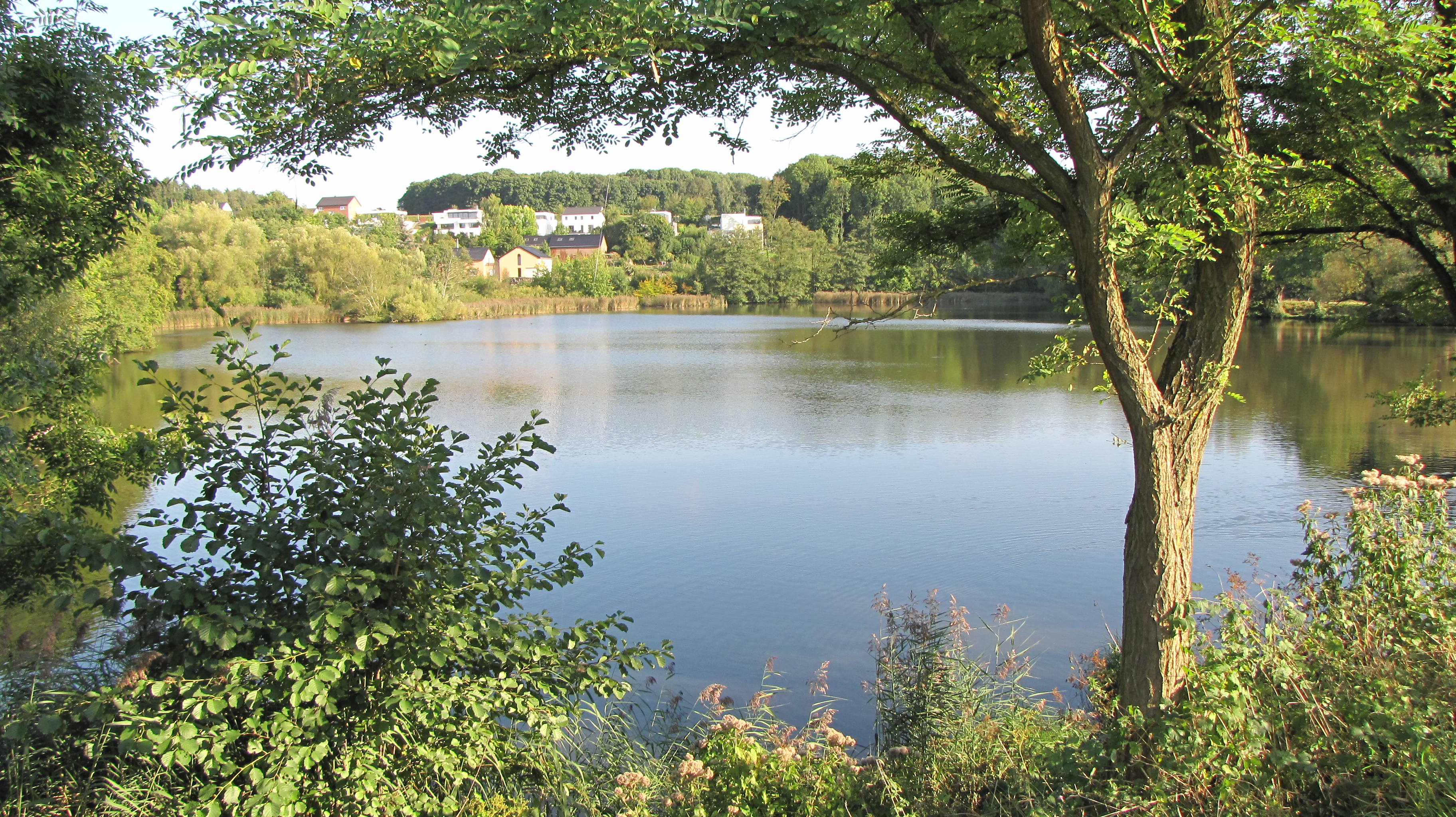
Der Casinoweiher in Neu-Moresnet

In Neu-Moresnet befindet sich eine Niederlassung der Heimbach-Gruppe aus Düren, die aus einer Übernahme der Firma Bruch & Cie. hervorgegangen ist. Dort werden technische Textilien gefertigt.

## Sport

### Vereine
In Kelmis gibt es zwei Fußballvereine, die dem nationalen belgischen Fußballverband angeschlossen sind. Der 1923 gegründete RFC Union Kelmis spielt derzeit in der 3. Division B (dritte Liga auf nationalem Niveau). Der RFCU ist damit nach der KAS Eupen der zweitranghöchste Fußballverein aus der Deutschsprachigen Gemeinschaft Belgiens.

### Sportstätten
In Kelmis befindet sich das maximal 4000 Zuschauer fassende Prinz-Philippe-Stadion, in dem der RFC Union Kelmis seine Heimspiele austrägt.
In einem ehemaligen Steinbruch zwischen Neu-Moresnet und Hergenrath, an der Göhl und unweit der Eyneburg gelegen, befindet sich ein 2005 eingerichtetes Sportkletterareal. Es wird durch die Aachener Sektion des Deutschen Alpenvereins betrieben. Die maximale Felshöhe beträgt 20 m.

## Personen
- Jean Fryns (1910–1965), Bischof von Kindu im Kongo
- Willy Schyns (1923–2001), belgischer Politiker
- Rudolf Pohl (1924–2021), deutscher Prälat, Kirchenmusiker, Domkapellmeister in Aachen sowie Bundesverdienstkreuzträger
- Gottfried John (1942–2014), deutscher Schauspieler, wohnte bis 2008 in Kelmis.[8]
- Eugène Rixen (* 1944), Bischof von Goiás in Brasilien
- Mathieu Grosch (* 1950), Mitglied des Europäischen Parlaments und von 1991 bis Dezember 2012 Bürgermeister der Gemeinde Kelmis
- Hein Simons (* 1955), Sänger und Schauspieler, besser bekannt unter seinem Künstlernamen Heintje, lebte bis in die 1980er Jahre mit seinen Eltern in Neu-Moresnet
- Luc Walpot (* 1959), belgischer Journalist und ZDF-Korrespondent
- Rolf Schnier (* 1960), Skatclub „ohne 11 La Calamine“, Skatweltmeister 2016 in Las Vegas und Vizeweltmeister mit der belgischen Mannschaft
- Jens Heppner (* 1964), ehemaliger deutscher Radrennfahrer und Sportlicher Leiter. Er wohnt seit Mitte der 90er Jahre erst in Kelmis, seit 2014 in Hergenrath